# 土曜はDON
土曜はDON（どようはドン）は、2016年4月2日から青森放送（RABラジオ）で放送されている生放送のラジオ番組である。

## 放送時間
- 土曜 20:00 - 22:00（2016年4月2日 - 2017年2月11日）
- 土曜 19:30 - 22:00（2017年2月18日 - [1]）

## 概要
9年半続いた『土曜ワラッター!』の後番組。コンセプトは「土曜夜はパーティー気分で盛り上がる新感覚ラジオプログラム!」。
リスナーから寄せられるメッセージとネタ投稿、週替わりの企画などで構成されている。時にはスタジオにゲストを招いたり、スタジオの外へ飛び出しての企画も行われる。

## パーソナリティー
現在
- あどばるーん（小野ますのぶ、新山大）（2016年4月2日 - )
- 吉﨑ちひろ (2018年4月6日 - )
- 王林 (2022年10月20日 - )(月1回限定）

過去
- 鉄マン（「津軽衆ロック ホイドーズ」のボーカル・笛・ギター担当、ラーメン店主） - 2016年4月2日 - 2017年3月25日
- 猪股南（RABアナウンサー、2016年4月2日 - 2018年3月31日）
- りんご娘（2018年4月6日 - 2022年3月26日）

## スタッフ
現在
- プロデューサー  夏目浩光
- ディレクター 皆川歩
- ミキサ－ 大嶋耕介

過去
- 葛西保（2016年4月2日 - 2017年3月25日　ただし、スタッフとして抜けた後もサポートスタッフとして関わることがある。前番組『土曜ワラッター!』では「肉雄」の名で出演）
- 福岡夏希 （2016年4月2日 - 2017年3月25日）

## 番組進行・各コーナー
19：30 - アバントーク，オープニング
- 出演者による前説、番組のメニュー紹介。
- タイトルコール前のアバントークは、元々は出演者の一人がフリートークをしていたが、その後はあどばるーんの漫才となった。その後、レギュラー陣が変更してからはあどばるーんが作ったネタを他の出演者が演じる内容に変わっていたが、現在はあどばるーんの二人のフリートークに変わっている。

20：00 - DONパー1枠
- 企画コーナーの1枠。クールによって特定コーナーが設けられることがあるが、レギュラー陣が増えたこと等でフリートークやメール紹介で費やされることも多い。
- 2020年3月以降スポンサーが無い状況だったが、2020年5月から2021年5月まで、20:00から20:20までの間で、青森県内で展開しているラーメン店「麺山」の青森西バイパス店がスポンサーになった。しかし、スポンサー契約が満了したため同年6月からは再びノンスポンサーとなっている。なお、麺山がスポンサーの時、20:20の提供読みと同時にその日のネタコーナー募集が締切になる旨が伝えられるようになっていた。

- 過去にDONパー1枠でコーナー化されていたコーナー
  - DONでもいいじゃぁ - テーマを設け、それに沿ったメールを紹介する。
  - ミッションオノッシブル（2017年4月 - 2017年9月） - 小野に1週間禁止・体験させたいことをリスナーから募集し、それを実際にやってみてどんな状況になったのかを報告する。

20：40頃 - ネタタタタタタァー
- リスナー参加型の大喜利的コーナー。毎週、事前にお題を出し、リスナーが投稿したネタ回答を紹介、面白さを競う。
- 小野が決定する優秀賞に選ばれたリスナーにはコーナー独自のポイント「1DON」が与えられる。ポイントが5つ集まると、番組特製の丼「土曜は丼（どん）」がもらえる。この丼を黒石市にある、初代パーソナリティーの鉄マンが経営しているラーメン店に持っていくと、ラーメンを500円で食べることができる。
- 直前のコーナーが長引いた場合には放送時間が短くなることがある。
- 通常の「ネタタタタタタァー」とは別に、生放送中にお題を発表して、曲をオンエアしている間のみネタ回答を募集する「即興ネタタタタタタァー」が「DONパー」枠で不定期に開催されている。
- 2020年4月から9月までの半年間、青森市内の弁当惣菜店がスポンサーになっていた。

21：00 - DONパ－2枠
- 企画コーナーの2枠であり、内容は毎週変わる。
- 実際には21:45頃までの枠だが、企画内容が盛り上がり、エンディングまで引きずることも多い。
- 前番組『土曜ワラッター!』のスポンサーだったローソンが引き続き提供し、生CMもあったが、2020年3月1日の放送を最後に降板している。

2021年9月4日より、9時台がネタのコーナーになった。それに伴い、前半は次の2つのコーナーが開始された。
- JET GRIL（ジェットグリル）
  - 9時台最初に、りんご娘が進行するネタコーナーが開始された。
  - りんご娘の出演メンバーが客室乗務員に扮してリスナーから送られたネタを機内アナウンス風で読み上げる。
  - コーナータイトルは、自身の曲である「ジェットガール」を英語にした時、そのスペルを言うことができずに間違えて発したものになっている。
  - コーナーBGMはりんご娘の『JET GIRL』だったが、2022年1月からはBGMに『JET STREAM』（青森ではエフエム青森で放送中）のテーマソングである『ミスター・ロンリー』となり、『JET GIRL』はコーナーの最初と最後に流れるのみとなった。
  - りんご娘が卒業することになり、2022年3月26日放送分を持ってこのコーナーは終了。

- 48点トーーク
  - 薪のコーナーに替わり始まったコーナー
  - オチがなくて面白くもなく、聞いていて100点満点にならずに48点になる話を募集。
  - コーナーが開始された9月中は小野の独断で得点が決められたため、明らかに笑いが取れる高得点と思われる内容の話が次々と48点にされていたが、これに対してtwitterやメールなどでクレームが入っていた。小野本人はルールブックは自分だと開き直っていたが、結局は翌10月からは周りの出演者が採点をするようにルールが替わり、一人でも48点と付けた人がいれば48点になるように変更された。
  - 番組が始まる前の打ち合わせでは、このコーナー名は「48点の男（仮）」→「48点位の話（仮）」であった。しかし、小野の独断でアメトーークのノリを出したいという理由で、本番中に突如この名前に決定した。そのため、コーナー中のBGMはアメトーークの中でも使用されているザ・ナック（The Knack)のマイ・シャローナ（My Sharona)が使用されている。

21：30頃 -
2021年4月3日からこの時間帯にミニコーナーが開始された。
- 4番つっこみ小野
  - 2021年4月3日から開始されたコーナー
  - リスナーがボケとツッコミをセットにしたネタメールを送る。新山がボケの部分を読み上げ、小野がツッコミ部分を予想する。その予想がリスナー投稿と合致していた場合にはホームラン、異なっていた場合にはアウトとなる。
  - コーナーBGMはハイサイおじさんを吹奏楽部が演奏したようなものを使用し、野球の応援感を出している。
  - 半年後の10月2日からは放送時間枠が変更し、「薪のコーナー、『燃やし尽くせ　キャンプファイヤー！』」の時間帯に後述の「あつまれまちがいの森」と不定期交代で放送される。
- 土曜の湯
  - 2021年6月5日から開始されたコーナー。
  - 温泉の紹介として、温泉の名前、効能、注意点（副作用）を発表する。
  - コーナーBGM、メールを読む前のジングルは、ザ・ドリフターズ版のいい湯だな。
  - 前述の4番つっこみ小野の代替ではなく、不定期に交代で放送されていたが、2021年8月28日の放送を以て終了。

21：45頃 -
- DONパー2終了後の枠。エンディングまでのクッション時間として扱われる
- 番組開始当初はここにネタタタタタタァーのコーナーが入っていた。しかし、DONパー2の内容によってはこの枠が異様に短くなり、投稿が紹介できなくなる事態も発生したため、番組開始1年後には時間を移動している。
- ミッションオノッシブルがコーナー化されていたときには、リスナーから募集していた小野に対するミッションを紹介し、決定する時間として使用していた。
- DONパー2が盛り上がった場合、DONパー2終了のジングル（ローソンの提供終了案内）が流れたあとでそのままコーナーが継続され、エンディングに進むこともある。
- 2019年6月15日より、この時間枠に小野による新コーナー「ソウ！ソウ！まっすぐです！」が始まる。月間優秀者には、真っ直ぐな何かがプレゼントされた。
- 2019年10月5日より、「ソウ！ソウ！まっすぐです！」に替わり、「薪のコーナー、『燃やし尽くせ　キャンプファイヤー！』」が始まった。月間優秀者には熱い何かがプレゼントされた。

2021年10月改編時からこの時間帯に新しいミニコーナーが開始された。
- あつまれまちがいの森
  - 2021年10月9日から開始されたコーナー。
  - リスナーに3つの単語を並べ理由をつけて送り、その内間違い一つをコーナー進行の新山を除く出演者全員が早押しで答える。解答者はその理由も付け加えて答える。
  - ほとんどが3つ目の単語（稀に3番目以外の単語）が明らかに間違いである非常に分かりやすいものであるが、その理由が一般的なものではなくおかしな理由であるというひねりネタがほとんどである。
  - レギュラー化前に9時台の企画コーナーとして一度だけ行ったところ好評だったため、レギュラーコーナーに昇格した。
  - コーナータイトルは、任天堂のゲームソフト「あつまれどうぶつの森」からもじったもの。
  - 前述の4番つっこみ小野とは不定期に交代で放送される。

21：55頃 - エンディング
ローソンがスポンサーから撤退した後の2020年4月頃からは明確にDONパーという言葉を使用しなくなっており、「8時台／9時台」といった表現にとって変わられている。また、時間によって放送内容を分けることもあれば、投稿コーナー枠を除いた時間帯で通し企画を行うことも出てきている。

## 特別企画
ここでは、DONパー1枠、2枠通しで行われた企画について述べる

### ネタタタタタター　蔵出し傑作選
毎週15～20通程度が紹介されているこのネタコーナーは、毎週300通以上の投稿がある。その中には時間内に読みきれなかった面白い内容が沢山あるため、それを掘り返して紹介する企画として、半期末頃に一度放送されている。元々は、番組開始当時のこのコーナーが時間に押されて縮小傾向にあり、読みたい投稿が読めないことが多かったために発案された経緯がある。過去のお題ごとに紹介されるが、この回で改めて優秀賞を決める。この場合、DONの代わりにノベルティが与えられる。

### 大晦日企画　ゆく年ふんどし　煩悩の数だけダジャレを言えるのか
2016年12月31日放送。番組開始年にしてその年の最後の放送が大晦日。あどばるーんの二人が青森市内をラジオカーで中継するが、その先で目についたものでダジャレを108個言わせるという企画。
- 番組が開始してから21:50までの間に、目についた物でダジャレを108個言わなければならない。2時間番組とはいえ、曲やCMが流れたり、投稿メールを読む時間を考慮するとあまり余裕がない。
- リスナーからもお助けメールを集ったが、中継先にリスナーがいた場合にはリスナーもダジャレを言うことができた。
- 言ったダジャレの内容が面白ければ鐘の音が流れて1個としてカウントされるが、面白くなければブザーが鳴り、カウントされない。また、放送上であまりにもひどい内容だった場合には減点されることもあった。
- 青森市内のコンビニエンスストア、青森市内の神社、合浦公園から中継を行い、ダジャレを言い続けていたが、108個には届かなかった。
- ペナルティとしてアドバルーンにはバスタオルと帯のような布を使ってふんどしを作り、それを身に着けて合浦公園の海に入る罰が与えられた。この日の青森市内の19時台の気温は1.3℃だった。

### 土曜はDON! 鉄マン卒業検定
2017年3月25日に放送。鉄マン出演最終日に放送。前々週にホイドーズがゲスト出演した際に行ったDONパー2枠の企画が元になっている。
- 義務教育の教科書に記載されている程度の基本的な問題を鉄マンに対して出題し、解答をしてもらう企画。
- 正解をするとホイドーズの曲を1曲かけることができる。
- まともな正答がほとんど出ず、本人は至って真剣だがボケ解答が多かった。
- 中学の教科書に掲載されている音楽鑑賞問題で、答えがわからない鉄マンは、お助けカードを使い、鉄満堂のスタッフに電話をかけて答えを教えてもらうことになった。その際、店内でラジオを聞いていたスタッフから「聞いてて情けない！」と叱咤された。

### ミッションオノッシブルスペシャル　『流れに身を委ねる』
2017年6月3日放送のミッションオノッシブルの中で、「1週間RABラジオの番組に対してラジオネームと本名を伏せてメールを投稿する」というものがあり、ほぼ毎日採用されていたことがある。その際の総括として、「メールを読まれるためには、『流れに身を委ねる』」ということになり、翌週には小野自身がこの番組のリスナーとなり、メールを投稿させるという企画が元になっている。
- 企画の前の週には事前に告知があり、一般リスナーもRAB本社駐車場までこれる人がいれば参加が可能とされている。
- オープニング後からDONパー1枠まではフリー投稿やテーマ投稿を、DONパー2枠では即興ネタコーナーの投稿を募集している。
- 特設小野スタジオと称しているRAB正面玄関前から小野と一般リスナーは参加しているが、雨、雪、吹雪等で、一般的に寒い時に放送されることが常である。
- 簡易テーブルが用意されており、卓上ベルが置かれている。小野軍団は自分のメールが読まれ終わってからその卓上ベルを鳴らし、自分のメールが読まれたことを自己申告する。
- なお、ラジオネームを変えて投稿しなければならない事情より、ラジオネーム自体で笑いを取ろうとする傾向があり、この放送の翌週には何らかの形でおもしろラジオネームを紹介している。

　2017年6月10日放送分（第1回）
- 元々は小野が一人でRAB駐車場でスマートフォンを使用して番組に投稿し、他のリスナーの読まれたメールの件数よりも多かったらミッションクリアとなる企画だった。
- しかし、前週の総括をしたリスナーの指摘によって、ミッションクリア条件があまりにも厳しいことが判明する。
- そこで、当日その場に集合していたリスナーを含めた「小野軍団」全体の読まれたメール総数でカウントを行うことになった。小野軍団全員は通常使用しているラジオネームを投稿の都度変え、本人とわからないように投稿をしていた（ただし、ルール発表前に既に投稿されていたネタコーナーで読まれたものについては除外された）。
- 結果は小野軍団7名で20通に対して一般リスナーが64通だったため、ミッションクリアならずとなる。
- この中で肝心な小野本人が読まれたメールは2通だった。

　2017年12月30日放送分（第2回）
- 6月10日の放送を踏まえ、一般リスナーに対して小野軍団のメールは読まれたメールの件数を3倍して計数するルールが設けられた。
- 小野軍団以外の一般リスナーについてもできるだけ通常使用しているメールアドレスを変えてメールを投稿してもらうようにした。
- 結果は小野軍団7名で24通に対して一般リスナーが72通となり、同点となる。
- サドンデスルールで、結果発表後にすぐに何かしらのメールを送ってもらい、読まれたのが小野軍団か否かで勝敗を決める事になったが、結局一般リスナーが勝利した。
- 小野本人が読まれたメールは3通であり、肝心なお笑いのネタコーナーでは読まれることが無かった。

　2019年1月5日放送分（第3回）
- リスナーからも要望があり、再度の開催。
- 一般的なルールは2017年12月30日放送分と同じとするが、「ダウト」ルールが新設される。
  - 新山が、小野軍団からの投稿メールだろうと思ったものに対し、メールを読む前に「ダウト」と宣言する。
  - そのメールが小野軍団のものであれば一般リスナーに3ポイントが、一般リスナーのものであれば小野軍団に対して9ポイントが入る。これにより小野軍団でありながら、相手チームに加点するという事態が起こる。
- 結果は小野軍団が99ポイント、リスナー軍団が80ポイントで、企画始まって以来初の小野軍団が勝利となった。
- この日の青森市内の気温は-3℃、吹雪の中でRAB本社駐車場にいた小野軍団は10名、小野のメール採用数も過去最高で5通だった。
- 企画終了時点で届いていたメール総数は650通。読まれたメールの内訳は、一般リスナーが56通、小野軍団は31通だった。そのうち、ダウト成功は9通、失敗は3通であり、相手への加点はどちらも27ポイントだった。
- 小野軍団として参加したあるリスナーの読まれたメールがとても多く、次回開催時は軍団の名前を変えたいという申し出をされる。しかし、翌週その申し出が取り下げられたため、次回も小野軍団として開催されることになった。

　2020年1月4日放送分（第4回）
- 前月21日の放送で、この日に企画を行うことが発表された。そのため、小野軍団に参加した人が過去最高の12名だった。
- 当初定めていたルールとしては次のようなものであった
  - 読まれたメールが一般リスナーの場合は一般リスナー軍に1pt　小野軍団の場合は3pt付与される
  - 前回同様ダウトルールがあり、ダウト成功の場合にはポイントは付与されず、小野軍団から1pt減点される。（但し、小野本人のメールだった場合には10pt減点された）
- しかし、企画開始早々小野軍団のメールがかなり読まれており、途中の時点で一般リスナーが9通、小野軍団が11通となった。このままでは勝負にならないと判断した番組側により、途中から一般リスナーが読まれたメールについても3pt付与するルールに変更された。
  - 実際、ポイントを考慮しなければ、一般リスナー採用メール数は46通、小野軍団採用メール数は31通（小野本人のメールは4通）であった。
- 前回までとは異なり、通常のネタコーナーで読まれた内容についてはカウントされない。また、当時放送されている薪のコーナーについても、コーナーが始まる前には対決を終了させている。
- 結果は一般リスナー軍が107pt、小野軍団が106ptと、1pt差で一般リスナー軍勝利した。

　2023年5月27日放送分（第5回）
- 前週の放送で企画が発表された。番組開始時の時点では小野軍団は小野本人のほかに参加リスナーが7名の他、あどばるーんと同じ事務所に所属しているOGAと、深夜のラジオ番組に出演しているゼブラが参加した。
- 番組終盤のコーナーはお休みし、通常のネタコーナー以外の時間で行われていた。
- 一般のふつおたを読む時間があった以外では、即興のネタコーナーを中心として放送されていた。
- 今回のルールは次の通り
  - 読まれたメールが一般リスナーの場合は一般リスナー軍に1pt　小野軍団の場合は2pt付与される
  - 前回同様ダウトルールが採用された。但し、ルールが適用されるのは番組後半の21時以降からであり、ダウト宣言をしたメールの扱いは以下の通りになった。
    - 読まれたメールが小野軍団に参加していたリスナーの場合：加点も減点もされずに0ptとなる
    - 読まれたメールが一般リスナーのものだった場合：小野軍団に対して2pt加算される
    - 読まれたメールが、小野、OGA、ゼブラのものだった場合：小野軍団に対して-10pt加算される

  - これにより、全100通の採用メールのうち、小野軍団採用メールは46通あったものの、小野とゼブラが合わせて50ptの減点対象にされている。
  - 結果は一般リスナー軍が45pt、小野軍団が28ptと、一般リスナー軍が勝利した。
- 読まれなかったものも含め、今回番組宛に届いたメール総数は1087通だった。

　2023年10月28日放送分（第6回）
- 同日から翌日にかけて行われたイベント「青森の小野 秋キャンプイベント in モヤヒルズ「焚き火とラジオ」」の中で行われた。土曜はDONの番組放送中は第5回放送時と同様のDONメンバーの他、青森住みます芸人の北野ごぼう、ソロキャンパーで阪神ファンのkoma、セミプロサウナーの武田拓郎等と一般リスナー参加者数名が参加している。キャンプ参加は有料だが、この番組のみ参加するリスナーは条件付きで無料入場できた。
- ラジオ番組に関係なくキャンプイベントに参加されていた方もイベントの一部として参加されている場合があり、一般リスナーから集った小野軍団の正確な人数は把握できていない。番組内で紹介されたのは5名であり、遠くは八戸からこの番組のためだけに日帰りで参加された方がいた一方、キャンプイベントに参加した母親に連れられて来た11歳の小学生もいた。
- 番組最後にはこのイベントの為だけに復活した薪のコーナーで集まったメールを、お焚き上げとして本当に薪で燃やすという企画があったが、それ以外ではふつおたと即興ネタコーナーでメール総数を対戦した。
- 今回のルールは次の通り
  - 読まれたメールが一般リスナーの場合は一般リスナー軍に1pt　小野軍団の場合は5pt付与される
  - また、事前に募集していた即興ネタコーナーのお題が採用された場合、採用された軍に対して10pt付与される
  - 前回同様ダウトルールが番組後半の21時以降から発生し、ダウト宣言をしたメールの扱いは以下の通りになった。
    - 読まれたメールが小野軍団に参加していたリスナーの場合：加点も減点もされずに0ptとなる
    - 読まれたメールが一般リスナーのものだった場合：小野軍団に対して2pt加算される
    - 読まれたメールが、小野、OGA、ゼブラ、ごぼうのものだった場合：小野軍団に対して-5pt加算される
- この回では新山が小野軍団メールに対してのダウトをなかなか宣言で来なかった。また、そもそも小野軍団メールがなかなか拾われなかった。そのため、小野軍団への付与ポイントが高くても得点を稼ぐことができなかった。結果として一般リスナー軍が90pt、小野軍団が80ptと、一般リスナー軍が勝利した。（読まれたメール数では、一般リスナー軍が72通、小野軍団はノーカンも含めて18通。尚、ダウトがなければ小野軍団は95ptになっていた）
- 読まれなかったものも含めると、今回の放送で届いたメール総数は1166通だった。

　2024年1月6日放送分（第7回）
- 新年開催という意味では2020年ぶりとなり、青森放送本社正面玄関前から行われた。別名としてリスナー新年会と謳っており、いつもは小野スタジオと呼ばれるこの場所を今回は門松スタジオと呼んでいる。
- 小野軍団としての参加者は、一般リスナーが11名（そのうち1名が未成年なのでその保護者が別に1名）の他、小野、OGA、ゼブラ、北野ごぼうが番組から参戦している。
- 今回のルールは次の通りであり、第6回とほぼ同じである
  - 読まれたメールが一般リスナーの場合は一般リスナー軍に1pt　小野軍団の場合は5pt付与される
  - また、事前に募集していた即興ネタコーナーのお題が採用された場合、採用された軍に対して10pt付与される
  - 前回同様ダウトルールが番組後半の21時以降から発生し、ダウト宣言をしたメールの扱いは以下の通りになった。
    - 読まれたメールが小野軍団に参加していたリスナーの場合：加点も減点もされずに0ptとなる
    - 読まれたメールが一般リスナーのものだった場合：小野軍団に対して3pt加算される
    - 読まれたメールが、小野、OGA、ゼブラ、ごぼうのものだった場合：小野軍団に対して-5pt加算される

  - 今回はスタッフがとても少ないため、20:40頃までの間に番組出演者がメールを一枚も読まれなかった場合には、その後より小野軍団から脱落してサポートスタッフとしてアルバイトに入るルールが追加された。この結果、北野ごぼうのメールが全く読まれなかった為に、放送を行っているＢスタジオに戻ることになった。尚、21時台はアルバイトをしながらメールを送信する事が許されており、番組の最後の方でメールが読まれている。
- この回では新山が小野軍団メールへのダウト宣言でミスダウトを連発しており、21pt程度を小野軍団に加算している。
- 結果、一般リスナー軍が83pt、小野軍団が103ptを獲得し、2019年以来2度目の勝利を勝ち取った。
- 読まれなかったものも含めると、今回の放送で届いたメール総数は丁度1000通だった。

### ミッションオノッシブルスペシャル　『小野よ! 10匹釣らなければ全部自腹』
2017年7月29日に放送。ミッションオノッシブルがコーナー化されていた時、ミッションクリア率があまりにも低い小野の為に設けられた企画。
- 小野は釣りが得意ということから、ナイトフィッシングが行われていた青森市浅虫にある海づり公園から中継を行った。
- 21:00まではナイトフィッシング会場である桟橋で、その後は海釣り公園内の有料のいけすで釣りを行った。
- 当日来たリスナーの応援や、当日いた青山良平、海釣り公園のアドバイザーの指導も甲斐なく、結果的にはミッションクリアにはならなかった。

### ミッションオノッシブルスペシャル　『ストリートテレフォンショッキング』
2017年9月16日に放送。9月11日が公衆電話の日であることから、小野が外にある公衆電話を探し、RAB本社に電話をしながらミッションを進める企画。小野は予め企画の趣旨を伝えられずに八甲田丸まで連れて行かれており、そこから番組が開始される。その際に以下のような基本ルールを告げられる。
- 小野は公衆電話を見つけたら、そこに10円を入れてRAB本社スタジオに電話をする。その際、指定されたミッション（クイズやゲーム）を行う。
- 制限時間は出題も合わせて約1分（厳密には57.5秒）。これは、放送当時に公衆電話から10円で通話できる時間である。
- クリアできれば30円を追加し、約3分程度スタジオとトークをする事ができる。しかし、回答途中で電話が途切れた場合には次の公衆電話を探してまた電話をしなければならない。
- 一度使用した公衆電話は、ミッションクリアの有無に関わらず、原則使うことが出来ない。
- 指定されたミッションを7回クリアできれば、小野はRAB本社スタジオに戻ることができる。

番組開始直後のルール説明時とネタコーナーの際には、サポートスタッフとして葛西保が運転していたラジオカーから放送している。思った以上に過酷なため、「同じ公衆電話を使える」「もう10円追加できる」「小野の代わりにリスナーが回答する」等のお助けカードが準備された。しかしミッション7回クリアはできず、小野はRAB本社に戻ること無く番組は終了している。

### 即興大喜利ウォーズ
2018年6月30日に放送。元々青森のローカル番組であるにもかかわらず、広島を中心とした全国からのリスナー投稿メールが多くなり、青森県の常連リスナーからの投稿が読まれづらくなっていた。これを指摘したメールがリスナーから届いた事がきっかけで始まった企画。
- 即興ネタタタタタタァーをDONパー1枠、2枠で行い、通常のネタタタタタタァーの結果も併せて、青森県リスナー勢とその他全国リスナー勢と、どちらが多く読まれるかを競った。
- 原則的に居住地がどこかで県内か県外かを区別するが、青森県に対する思い入れが強い人は自己申告制で青森県勢に加わることができた。
- 結果として、採用されたネタは青森44通　全国35通で青森の勝利。不採用を含めた全てのメールの投稿数は青森で598通、県外で370通だった。その他の投稿も含めてこの週に届いたメール総数は1100通だった。
- スピンオフとして上映されていた映画『ハン・ソロ』に便乗し、映画『スター・ウォーズ』を模した豪華なオープニングが作成された。「土曜はDONは攻略しやすいため、全国から攻められるようになった。今宵全国リスナーとの戦いが始まる」という内容を、映画のオープニングを模したナレーションで始まったが、馬に似ていることで弄られている吉﨑ちひろは、その中で「チュー馬ッカ（チューバッカ）」と揶揄されている。

### ローソンベーカリー部門売上トップ10　全部当てないと払いま10
2019年2月9日に放送。番組タイアップで制作・販売されたイギリストーストのコラボ企画。
- 青森市内にあるローソン店舗から、あどばるーんと夏目プロデューサーが生中継で放送。本社Bスタジオには吉﨑アナとりんご娘の彩香が残っていたが、9時台は彩香もスタジオを抜けてローソンに向かった。
- テレビ朝日系列で放送されている帰れま10をベースにしているこの企画は、放送日当日のベーカリー部門売上トップ10を当てるというもの。小野と新山は、一人ずつ交互にベーカリー部門の棚へ向かい、売上トップ10に入っていると思われるものを選び、店内イートインスペースで食レポをする。パンを食べ終わった後に順位が発表されるが、売上トップ10の商品を全て完食できればゲームクリアとなる。但し、21:50までに全て当てることができなかった場合にはゲームオーバーとなる。
- この店舗のベーカリー部門は70～80点の品揃えがある（サンドイッチ等のような調理パン以外）また、上位10位に入っている商品は欠品や売り切れが無く、棚にあることを事前に確認している。
- ノーミスで全て10品答えられればQUOカード1万円分を贈呈されるが、放送時間内に全て当てられなかった場合には食したパンを全て自腹購入となる。
- 同じ時期に他局のコラボ商品が2品販売されており、それが10位以内に入っていた。この商品を紹介する時だけは夏目プロデューサーも淡々としており、周りにいたリスナーから笑いを誘った。
- 結果は制限時間中に全て的中。売上トップは以下の通り。なお、そのパンを選んだ人の名前を括弧内に記載。

| 順位 | 商品名                                                                                     |
| ---- | ------------------------------------------------------------------------------------------ |
| 1位  | イギリストースト 復刻版チョコクリームサンド（新山） ※                                      |
| 2位  | イギリストースト イギリスフレンチトースト ブルーベリージャム＆クリームチーズ（CMで紹介） ※ |
| 3位  | 白いクリームパン ～カスタード＆ホイップ～（新山） ※※                                       |
| 4位  | ローソンベーカリー カントリーマアムみたいなメロンパン（小野）                              |
| 5位  | 悪魔のパン かつお節香る!!天かす・あおさ・天つゆ入りソースパン（小野）                      |
| 6位  | ローソンベーカリー もっちチョコパン（新山）                                                |
| 7位  | 黒いカレーパン ～メンチカツカレー～（新山） ※※                                             |
| 8位  | ローソンベーカリー チョコを包んだデニッシュ（小野）                                        |
| 9位  | ナチュラルローソン ブランパン 2個入（小野）                                                |
| 10位 | ローソンベーカリー ベルギーチョコホイップロール（小野）                                    |

- ※は土曜はDONとのコラボ商品　※※はエフエム青森の「坂本サトル ミリオンレディオ」とのコラボ商品
- 2位の商品は、21:00のローソン社の生CMで食べて紹介している。

なお、放送上では食べたものの、10位以内に入らなかった商品は以下の通り
| 順位 | 商品名                                                      |
| ---- | ----------------------------------------------------------- |
| 11位 | ローソンベーカリー ハムチーズデニッシュ（新山）             |
| 12位 | ナチュラルローソン ブランのチョコデニッシュ 2本入り（新山） |
| 24位 | ローソンベーカリー ちぎれるミルクフランス（新山）           |

ランキングは上位30位までは準備しており、放送中に食べていたものの圏外だった商品は以下の通り
| 商品名                                                                        |
| ----------------------------------------------------------------------------- |
| ナチュラルローソン 糖質オフのふっくらしたチーズとハムのロール 2個入り（小野） |
| ヤマザキ ナイススティック（新山）                                             |
| ローソンベーカリー ふんわりシーチキンマヨパン（新山）                         |
| ローソンセレクト ミニつぶあんぱん 5個入り（小野）                             |
| ヤマザキ 2色パン チョコ＆クリーム（彩香）                                     |
| ローソンベーカリー 濃厚チョコレート＆ホイップ（彩香）                         |
| ローソンベーカリー ヘーゼルナッツのもちっとパンケーキ 2個入り（小野）         |
| ナチュラルローソン ブランの焼きカレーパン 2個入り（彩香）                     |
| ナチュラルローソン 糖質オフのふっくらとしたたまごを包んだしっとりパン（彩香） |

- 達成までに食べたパンの数は、新山：9個、小野：8個、彩香：5個　の合計21個となり、価格の合計は2,891円となった。
- 番組の最後に、新山によってこの店舗のイートインスペースを「Lスタ」と命名された。
- 21個のパンは、包装内容によっては複数個入っている事も多く、実際にはかなりの量がある。その話をスタジオでただただ聞いていた吉﨑アナは、放送終了後のアフタートークの中でもずっと「うらやましい」とか「いっぱいパンを食べられてよかった」などと言っていたが、新山の逆鱗に触れることになった。

### 小野が語る! だって工業高校生だもの
2019年3月9日に放送。リスナーの投稿の中で「工業高校生はモテない」という一言から始まった。
- 前週の3月2日にはDONパー1枠で盛り上がったが、意外と好評だったためにこの日はまるまる工業高校あるある的な会となった
- 八戸の工業高校を卒業した小野の他にスタジオ内にいた他の工業高校卒業生とともに、工業高校あるあるで盛り上がった
- ただ、きっかけとなった投稿をしたリスナーは、電話で出演した際「ここ最近女性からひと目置かれている。工業高校生はモテないことはない」と言う結論を出した。これに対し、新山は「単なる勘違いだろう」と結論付けている。
- 同様の事を考えている人は多く、全国の工業高校生や卒業生からの投稿が届いた。
- いわゆる普通科と呼ばれる高校や、商業高校や農業高校などの他の専門学科を学ぶ高校での同様の企画が模索されていたが、実現には至っていない。
- 特別企画として通しの話題はこの日に集中しているが、工業高校の話題としてはこの週以降にも続いており、ネタや話題になっている。

### ローソンベーカリー部門売上トップ10　全部当てないと払いま10　2nd！
2019年3月16日に放送。この日は通常使用しているBスタジオが工事中であり、前週から手狭なAスタジオから放送していた。しかし、『広いスタジオを使用したいので「Lスタ」の使用をローソンへ打診したところ、了承を得られた事から始まった』という名目で始まっている。
- 3月5日から販売が開始された「マチノパン」シリーズを含めた、惣菜パンや調理パンを除いたベーカリー部門の商品を使用し、2月9日に行われた企画の第2段を行った。
- 基本ルールは前回と同じだが、惣菜パンを除いたベーカリー部門の30数アイテムからの選択になった事と、回答用の集計データが3月15日の売上データのものである事が異なっている。また、あどばるーんの二人の話し合いの中で、万が一自腹になった場合には正解数が少ないほうが全額支払うというルールに変更された点も前回と異なっている。
- この企画の告示自体は、当日の17時台にツイッターで発表した以外では本放送中に発表しただけだった。このため、コーナースタート時には応援リスナーは3名しか集まらなかった。しかし、番組終了時には16名まで増えており、遠くは五所川原市や八戸市、秋田県の大館市からの参加もあった。また、番組非常勤レギュラー化しているばーんの高坂友衣も来ていた。
- 5位の商品を当てることができずに、ミッションはクリアできなかった。売上トップ10結果は以下の通り。

| 順位 | 商品名                                                                  |
| ---- | ----------------------------------------------------------------------- |
| 1位  | マチノパン フランスパンのフレンチトースト（新山）                       |
| 2位  | バター広がるホットケーキ メープル＆発酵バター入りホイップ 2個入（小野） |
| 3位  | マチノパン まんまるデニッシュ ハニークリーム（小野）                    |
| 4位  | コクと旨みのジューシーフレンチトースト（新山）                          |
| 5位  | ベーコンマヨネーズのふわふわパン                                        |
| 6位  | マチノパン まんまるデニッシュ ミルククリーム（小野）                    |
| 7位  | マチノパン 肉の旨みとスパイス広がるカレーパン（小野）                   |
| 8位  | もっちチョコパン（新山）                                                |
| 9位  | イギリスフレンチトースト ブルーベリージャム＆クリームチーズ（新山）     |
| 10位 | マチノパン チーズ！チーズブール（小野）                                 |

なお、放送上では食べたものの、10位以内に入らなかった商品は以下の通り。
| 順位 | 商品名                                                 |
| ---- | ------------------------------------------------------ |
| 11位 | 大きなデニッシュドーナツ（新山）                       |
| 13位 | ハムチーズデニッシュ（小野）                           |
| 14位 | マチノパン めんたいフランス（小野）                    |
| 15位 | チョコクリームデニッシュ（小野）                       |
| 16位 | あらびきソーセージ～オニオンからしマヨ～（ばーん友衣） |
| 17位 | 香るバターのサックリメロンパン（新山）                 |
| 18位 | たっぷりホイップクリームデニッシュ（新山）             |
| 21位 | イギリストースト チョコクリームサンド（新山）          |
| 23位 | アップルパイ～シナモン仕立て～（新山）                 |
| 28位 | マチノパン くるみにくるみぱん（小野）                  |

- 当日の放送では21:00の生CM中に、3月5日に発売されたばかりの「Lチキ　七味マヨ味」「新宿中村屋開発協力　インド風チキンカリー」「シルフォン ～シルクミルクシフォン～」の3品も食べている。
- 正解数は小野が5個に対して新山が4個だったため、新山が全額￥2.601-の支払いとなった。なお、この中にはパンの金額の他、準備されていたペットボトル飲料と、当日のネタコーナーの中で小野が発した一言が原因で試食することになったお菓子、きのこの山とたけのこの里の代金も別途発生している。

### クイズ！Bスタへ行きたいか！
2019年3月23日に放送。Bスタジオの工事が終わり、初の放送となったが、小野だけが何故か青森駅近くのA-FACTORYにいる。「Bスタジオに行きたい」→「Aスタジオに行きたい」→「A-FACTORYに行きたい」と聞き間違えた番組サポートスタッフの葛西保が気を利かせて連れてきたからというのがその理由。
- せっかくなので、小野がA-FACTORYからRAB本社までの移動の際にスタジオからクイズを出題し、正解すればサイコロを振り、出た目の数だけ信号のある交差点を通過できるという企画をしましょうと急遽決まったという名目で始まった。
- オープニングテーマ曲は通常と異なり、過去に日本テレビ系列で放送されていた『アメリカ横断ウルトラクイズ』のテーマ曲でもあったスタートレックのテーマ（Theme From Star Trek）だった。
- クイズは、スタジオ内にあるボックスの中にあるものをランダムに取り出して新山が読み上げる。ボックスの中にあるものは、クイズだけでなく、チャンスカードやペナルティーカードなども含まれており、同乗している葛西保へ差し入れをおごったり、指定マス分進んだり戻ったりするなどが含まれている。
- 小野がRAB本社に戻ってきたのは21時を過ぎてからだった。そのため、ネタコーナーは移動途中のラジオカーの中から小野は参加している。
- RAB本社に戻ってきた小野は、サブ側の入り口から小野の席までの間にあるスタジオ内のタイルカーペット18枚分のマス目で同様のクイズを課された。但し、ゲーム桃太郎電鉄のルールを用いて、サイコロの目が丁度の数にならないとゴールすることができず、余った分の目を戻らなければならない。
- タイムオーバーになり、放送中にゴールをすることができなかった。
- 番組の開始から、小野は終始機嫌が悪く、キレ気味での放送だった。

### 小野ちゃん38歳バースデー企画
2019年6月29日に放送。当日は小野の38歳の誕生日だったため、感のいいリスナーから小野に対してプレゼントを渡す企画。小野に誕生日プレゼントを渡したい人は、当日19:30～20:38（DONパー1枠、ネタコーナーが始まる前）までに集合するように事前にTwitterなどで告知された。しかし、実際にはそのプレゼントが38kgになるように目指すというのが企画のゴール。実際の計量で丁度38kg になった場合には、番組から小野に対してQUOカードが進呈される事になっていた。
- 当日参加したリスナーは合計12人（保護者除く）だった。また、20:38に間に合わなかったリスナーがいたが、ギリギリ21:00台の最初でプレゼントを渡すことができた。
- 集まったプレゼントは、ハリーポッターの本、細木数子の本、会社に渡しそびれた出張土産のお菓子、近所で買ってきたパン、AKB48の大量のCD（握手券抜き）、フリスク38粒、ブロック塀用のブロック一つ、頂き物だが酒が呑めないために持ってきた高級ブランデー、野菜セット、オロナミンCドリンク2本、時計、メガネ、プロテイン、大きなアンプ、2リットル入りペットボトルの水　等であった。
- DONパー2枠の中では、集まったプレゼントの計量を行った。この際に丁度38kgにさせる目的で、食品や飲料の場合は食べて軽くして調整することも可能とされた。
- 残念ながら小野が選択して計量を行ったプレゼントの合計重量は38kgをわずかに上回ってしまったが、近似値が出たということで、集まったプレゼントを全て小野が持ち帰ること出来る事になった。

### 土曜はDON緊急事態
2019年12月7日に放送。RAB本社内でインフルエンザが蔓延しており、プロデューサー夏目とディレクター皆川が感染のために欠勤した。りんご娘もイベントで出演ができず、アルバイトスタッフも私用で欠席した。ゲスト出演が予定されていたが、健康面の問題で中止になった。その為、レギュラーコーナー以外は何も進行計画がなくなり、白紙になってしまった。そこで、リスナーが電話参加で笑わせるという企画が急遽決定した。
- 企画のオープニングでは、笑うことで増えるとされているナチュラルキラー細胞を増やすために、リスナーに出演陣を笑わせてもらおうという小芝居があった
- 通常であれば、応募はメール、FAXの他に電話で募集するが、スタッフがあまりに少なく、対応が困難という事から電話での応募はこの日はお断りされている。
- メールやFAXでは、大体のタイトルなどを書いて応募する。面白そうだと思った場合には番組側から応募者に電話をする。その時に内容について電話で話をしてもらう。
- 募集する内容は、面白い話や体験談、何かの演奏など、面白い内容であれば何でも良いとされ、面白ければナチュラルキラー細胞が増えて元気になり、逆になれば病気になりやすくなるという判定だった。
- 評判が良くてナチュラルキラー細胞が活性化した話もあるが、不十分なものだったり、オチがなかったり、オチなくてそのまま話を増やしてグダグダになったものもあった。

## 新型コロナウイルスに関する対応時の放送
新型コロナウイルスの感染拡大防止策として、2020年4月18日の放送6月27日までの放送分まで、出演者が場所を離れて放送を行うようになった。吉﨑は主にラジオ生放送を行うBスタジオから、青森に住所をおいている小野はその隣のAスタジオから、八戸に住所をおいている新山は八戸支社内にあるスタジオから放送を行っていた。物理的に離れられないスタッフ陣や、一時的に進行役を行うスタッフはBスタジオ内で感染防止策を取りながら進行していた。この間、りんご娘はスタジオ入りをせずに、交代で電話によるインタビュー出演のみを行っていた。また、この間はYoutubeによる動画配信も休止されていた。その間、DONパー2枠の中で以下のコーナーが行われた。
- こんな○○はいやだ
  - 過去に日本テレビ系列で放送されていた『天才・たけしの元気が出るテレビ!!』のオープニングコーナー直後の「たけしメモ」を模したもの。ジングルなどもこの番組のものがそのまま使用された。
- リモートセンテンス選手権（通称「リモ選」）
  - それぞれ物理的に離れている小野、吉﨑、新山に対して、3つに分割した文面を読ませるコーナー。文面の一部には空白があり、その空白に入る文面を事前に募集する。3人は各々選んだ文面を順番に読んでいくが、見事にその文面が意味の通るものになった場合には、その投稿を行った3名に対して記念品が送られた。

## 番組コラボレーション商品／関連商品
2016年10月発売
- サッポロ一番 和ラー 津軽 帆立貝焼き味噌風
  - 番組の中でラジオCMを制作し、青森県内で放送された
  - 商品自体は期間限定だが全国の小売店で販売された

2018年2月販売
- りんごみたいなメロンパン
- DONパフェ
  - 青森県内ローソン進出20週年記念として、青森県内のローソンで販売。パン部門とスイーツ部門で番組内で案を募集した。
  - 番組内では、りんごを使う案と丼（＝DON）プリンの案が多かった。しかし、丼プリンは卵液の固まり時間を考慮すると大量生産が出来ないためにあえなくはねられた経緯がある。
  - りんごみたいなメロンパンは、ピンク色のビスケット生地のメロンパンに、焦げ目を入れたプレッツェルを差し込み、見た目をりんごっぽく仕上げている。
  - DONパフェは、丼状の容器に海鮮丼をイメージした形になるようにプリンや生クリーム、ゼリーなどを盛り付けている
  - 商品は期間限定で一部を除いた青森県内のローソンで販売されたが、評判が良かったためにその後東北地区のローソンでも販売された。

2019年2月販売
- 平成最初のイギリストースト　チョコクリームサンド
- 平成最後のイギリストースト　イギリスフレンチトースト　ブルーベリージャム＆クリームチーズ
  - この年で平成が終わることから、平成最後に販売するイギリストーストの商品開発を番組内で行った。この企画自体はGO!GO!らじ丸の1コーナーである「なつめ広告代理店」の延長として行われた背景があり、進行も夏目プロデューサー自ら行っていた。
  - 平成最初のイギリストーストの再販は予め決まっており、平成最後の商品についてリスナーから案を募集した。
  - 商品は青森県内のローソン店舗で2月5日から販売開始された。青森県内東西各支店配下の加盟店の中で、それぞれ売上が一番多かった店舗に対して、あどばるーんの二人がその店舗の表敬訪問を行っている。
  - 青森県内での盛り上がりや評判がよく、翌月3月5日から東北地区のローソン店舗でも販売が開始された。

2020年9月発売
- 土曜はDONタイアップ丼弁当「逆さ丼」
  - 丼容器の底にカレーソースが敷かれて、とんかつとからあげが置かれている。その上に白米がのっており、白米の中心には福神漬が載せられている。見た目、日の丸弁当のようになっている。
  - ネタコーナーのスポンサーになっていた、青森市内にある惣菜弁当店「蓋が閉まらない大盛りバカの店　もりもり弁当」のタイアップ商品であり、2020年9月中に販売されていた。
  - 新山、吉﨑、小野がこの企画のための原案イメージを各々作り、弁当店店主がそれを元に商品見本を各々作り、8月22日の放送時にスタジオに持ってきている。出演者の反応を感じ取りながら弁当店店主が翌週までに決定したものが、馬鹿なお弁当であるこの逆さ丼であった。
  - 吉﨑と小野は以下の原案を出していた。どちらも商品的には購入意欲をそそるものとなっていた
    - 「おかず9割ご飯1割弁当」たっぷり野菜の上にさっぱり目の味付けをした油淋鶏風の唐揚げとチキン南蛮風の唐揚げがのったものが、少量のご飯がのった丼の中に詰められている。女性を意識したものになっている。
    - 「にんにくと豆板醤を唐揚げに絡めたもの、ローストポーク、チャーシューを載せた丼」ボリュームが多く見える物となっていた。

## 映像配信
RABラジオでのスタジオ生放送番組では、2019年2月よりスタジオの内容をYouTubeでの配信を開始しており、この番組もその対象となっている。
- 基本的には番組開始から21:00頃までとされているが、状況に応じては前後することがある。
- スタジオの副調整室（サブ）側に撮影用のカメラを設置し、スタジオの内部を公開している。
- 一部の出演者が外に出て中継をする場合には、カメラも伝送設備も無いために中継先からの映像を表示することができない。
- 新型コロナウイルス対策で出演者がバラバラの部屋から放送した際も、カメラはＢスタジオにしか設置されていないため、Ｂスタジオに在室する人だけが映し出されていた。
- 長所としては、Radikoよりもタイムラグが短く、番組を楽しむことができる。短所としては楽曲やジングルなどが放送されないため、番組内で音楽がかかる場合には無音状態でスタジオの内容が映し出される。

なお、生配信以外では以下の内容を改めて配信している。
- 当日の放送のアフタートーク
  - 放送の反省や総括などを数分間撮影し、公開している。
- ネタタタタタターお蔵入りちょっと待った～
  - 2020年上半期から始まった。その週に届いて読まれなかったネタ投稿の中で、小野が気になったものを紹介する。また、お蔵入りを紹介するはずなのにも関わらず、全く異なる内容のメールが読まれることもある。なお、この動画が理由で2020年度以降は蔵出し傑作選のラジオ放送が中止されている。
- 次週のネタタタタタターのコーナー告知
  - RABにて放送されている番宣向けの録音風景を撮影し、公開している。

但し、新型コロナウイルス対応が始まった頃からは、生放送の配信以外は休止している。

## 番組ノベルティ
番組で紹介されたメール投稿者に対して、ノベルティが配られることがある。ネタコーナーの丼以外では、クリアファイルや缶バッジ等が贈呈されることがあった。しかし、2020年よりこのノベルティが、番組キャラクターであるサタどんが印刷された「サタどんシール」に変更されている。条件により贈呈されるシールの枚数が変わるものの、そのシールを集めた枚数によって「サイン入りクリアファイル」「缶バッジ小」「缶バッジ大」「特製Tシャツ」がもらえるようになっている。

## エピソード
- 海釣り公園からの放送にて、会場に来ていた一般リスナーに新山が半分冗談で「青イソメを食べてください」という呼びかけをしたところ、本当に咀嚼して吐き出すというアクシデントが起こった。
- 吉﨑が初回担当の2018年4月6日放送にて、2年前に交際していた相手を振って以来、相手がいないことを暴露された。
- 2019年1月5日放送の即興ネタコーナーの際、RAB本社駐車場でリスナーの番をしていた夏目プロデューサーが、自ら投稿して採用されるハプニングが起こる。これも小野軍団票としてカウントされた。
- 2019年5月18日放送では、吉﨑が突然予告もなく番組を休んでおり、その理由を「働き方改革の都合で、会社から休みを取らされた」とされていた。しかし、本当はこの日に吉﨑は挙式を上げていた。レギュラー陣も式に参列していたが、途中で抜けて番組に参加している。この事は翌週5月25日にネタバラシをされており、正式に発表された。また、お相手の方とは長いお付き合いであり、工業高校卒業生であるとのこと。
- 2019年6月15日放送では、数ヶ月前にネタコーナーで丼を獲得した広島のリスナーへの丼の授賞式が行われた。本来はテロ防止などの目的で一般人を放送局の特定エリアに入場させることは行われないが、今回はわざわざ広島から丼を取りに来るという事で、番組側の特別な配慮として成立した。
- 新型コロナウイルス感染拡大防止のため、2020年春からはしばらくの間、全員別室・別会場にてリモート放送を行っていた。また、りんご娘は20時台に電話出演となっていた。